# Zenon Staszek
Zenon Jan Staszek (ur. 20 grudnia 1890 w Tomaszowie Rawskim, zm. 1968) – podpułkownik artylerii Wojska Polskiego, kawaler Orderu Virtuti Militari, awansowany na pułkownika przez władze RP na uchodźstwie.

## Życiorys
Urodził się 20 grudnia 1890 w Tomaszowie Rawskim (od 1926 Mazowiecki), w rodzinie Jakuba i Józefy z d. Kopczyńskiej. Po odzyskaniu przez Polskę niepodległości został przyjęty do Wojska Polskiego. W stopniu podporucznika od 1919 był żołnierzem Siedleckiego Okręgowego Pułku Piechoty po czym odszedł do Szkoły Artylerii. W stopniu podporucznika uczestniczył w wojnie polsko-bolszewickiej w szeregach 9 pułku artylerii polowej, a za swoje czyny otrzymał Order Virtuti Militari. 
Został awansowany do stopnia kapitana artylerii ze starszeństwem z dniem 1 czerwca 1919. W 1923 pozostawał oficerem 9 pułku artylerii polowej w Białej Podlaskiej. Z dniem 1 grudnia 1924 został przeniesiony do 20 pułku artylerii polowej w Prużanie. W marcu 1927 roku został przeniesiony z Dowództwa Flotylli Pińskiej do 20 pap. 18 lutego 1928 roku został awansowany na majora ze starszeństwem z dniem 1 stycznia 1928 roku i 21. lokatą w korpusie oficerów artylerii. Z dniem 1 kwietnia 1928 został przeniesiony do kadry oficerów artylerii z równoczesnym przydziałem do 1 dywizjonu pociągów pancernych w Jabłonnie na stanowisko dowódcy pociągu pancernego nr 2. Z dniem 1 sierpnia 1929 roku został przeniesiony do 5 pułku artylerii ciężkiej w Krakowie na stanowisko dowódcy dywizjonu, z równoczesnym pozostawieniem na kursie dowódców dywizjonów. W marcu 1930 roku został przesunięty na stanowisko kwatermistrza, a w marcu 1932 roku ponownie przesunięty na stanowisko dowódcy dywizjonu. W 1936 roku został przeniesiony w stan spoczynku i mianowany podpułkownikiem z 3. lokatą w korpusie oficerów artylerii .
Podczas II wojny światowej został oficerem Polskich Sił Zbrojnych w ZSRR i w stopniu podpułkownika był dowódcą formowanego od 1942 9 pułku artylerii lekkiej. Po wojnie pozostał na emigracji w Wielkiej Brytanii. Zmarł w 1968.

## Ordery i odznaczenia
- Krzyż Srebrny Orderu Wojskowego Virtuti Militari nr 1719[1] – 28 lutego 1921[22]
- Krzyż Oficerski Orderu Odrodzenia Polski (pośmiertnie, 3 maja 1968)[23]
- Krzyż Walecznych[24]